# Kate O'Brien (scrittrice)
Kathleen Mary Louise O'Brien, detta Kate (Limerick, 3 dicembre 1897 – Canterbury, 13 agosto 1974), è stata una scrittrice e drammaturga irlandese.

## Biografia
Nata in una famiglia borghese a Limerick nel 1897, Kate O'Brien rimase orfana di madre a cinque anni. Nel 1919 si laureò in letteratura inglese e francese allo University College Dublin. 
Iniziò a dedicarsi alla scrittura mentre viveva a Bilbao nei primi anni venti e, dopo essersi trasferita nel Regno Unito, cominciò a lavorare al The Manchester Guardian. Nel 1922 sposò il giornalista olandese Gustaff Reiner, ma il matrimonio terminò con il divorzio in meno di un anno. Nel 1926 ottenne il successo con il dramma Distinguished Villa e nel 1931 il suo romanzo Without My Cloak vinse il James Tait Black Memorial Prize e l'Hawthornden Prize.
I suoi romanzi incentrati sull'indipendenza femminile e il suo trattamento esplicito della sessualità (e omosessualità) femminile la portarono all'attenzione dei censori e il suo romanzo Mary Lavelle fu bandito dall'Irlanda e della Spagna nel 1936. L'opera era ispirata dalla sua esperienza nei Paesi Baschi, da cui nacque il suo grande interesse per la cultura spagnola, che la portò a scrivere il libro di viaggio Farewell Spain (1937), una biografia di Teresa d'Avila (1951) e a rivedere la relazione tra Filippo IV e Ana de Mendoza nel suo romanzo antifascista That Lady (1946). Le simpatie repubblicane espresse in Farewell Spain le impedirono di tornare in Spagna per diversi anni.
Pur essendo stata un'autrice prolifica, la censura ostacolò la sua carriera e al momento della sua morte nel 1974 quasi tutti i suoi romanzi erano ormai fuori catalogo ed ella morì in povertà. Accademiche femministe portarono a una riscoperta e rivalutazione critica delle sue opere negli anni ottanta.

## Opere tradotte in italiano
- Mary Lavelle, Fazi Editore, 2016  [1936], ISBN 978-8893251082.
- Terra di spezie [The Land of Spices], traduzione di Roberta Gefter, Fazi Editore, 2021  [1941], ISBN 978-8876258213.

## Adattamenti cinematografici
- La principessa di Mendoza (That Lady), regia di Terence Young (1955)
- La voce degli angeli (Talk of Angels), regia di Nick Hamm (1955)